# Collin Mitchell
Collin Mitchell, född den 23 september 1969 i Freeport, Bahamas, är en kanadensisk curlingspelare.
Han tog OS-silver i herrarnas curlingturnering i samband med de olympiska curlingtävlingarna 1998 i Nagano.